# Australian Open 2009
De 97e editie van het Australische grandslamtoernooi, het Australian Open 2009, werd gehouden van 19 januari tot en met 1 februari 2009. Voor de vrouwen was het de 83e editie. Het werd in het Melbourne Park te Melbourne gespeeld.

## Enkelspel

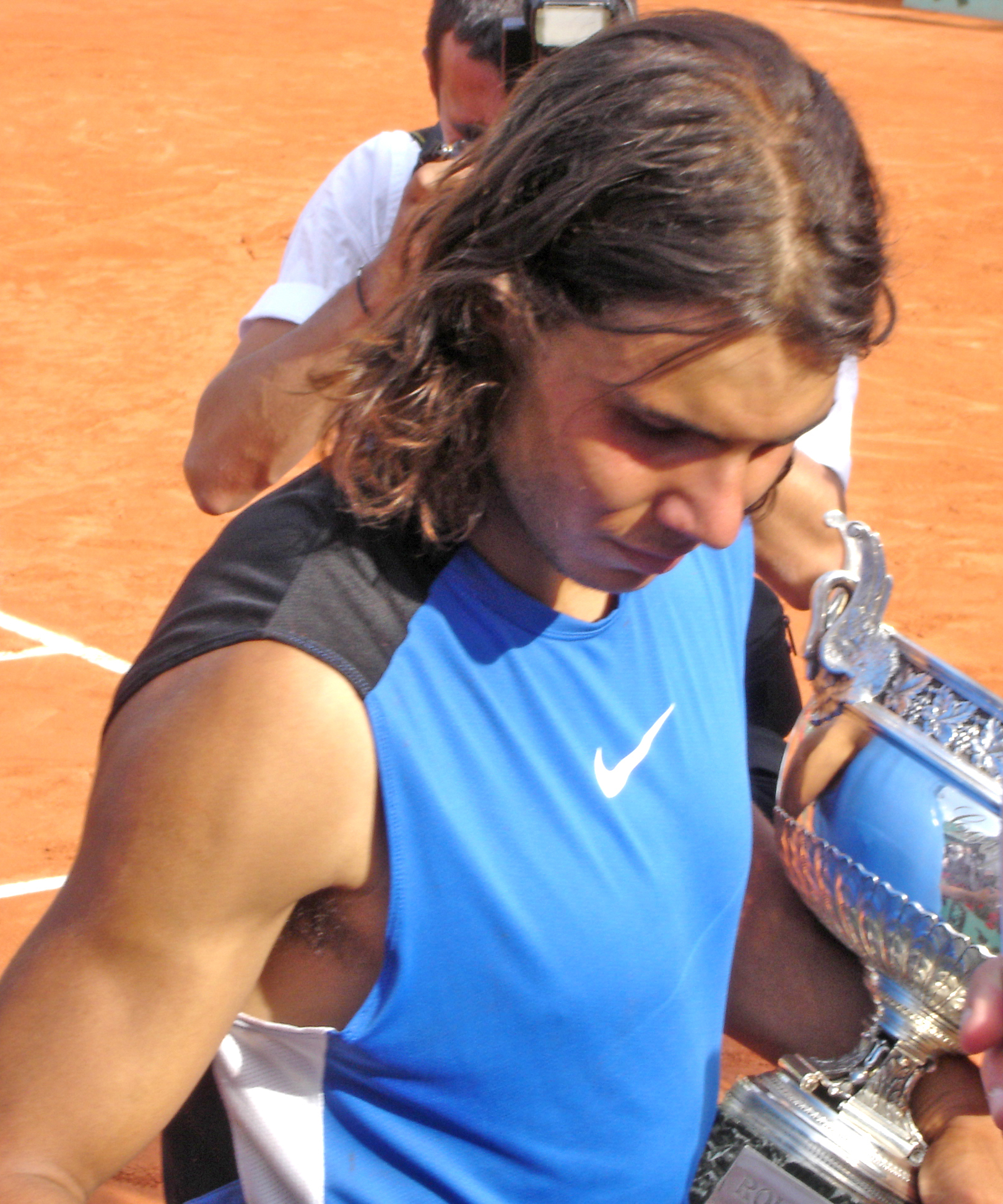
Rafael Nadal, winnaar bij de heren.

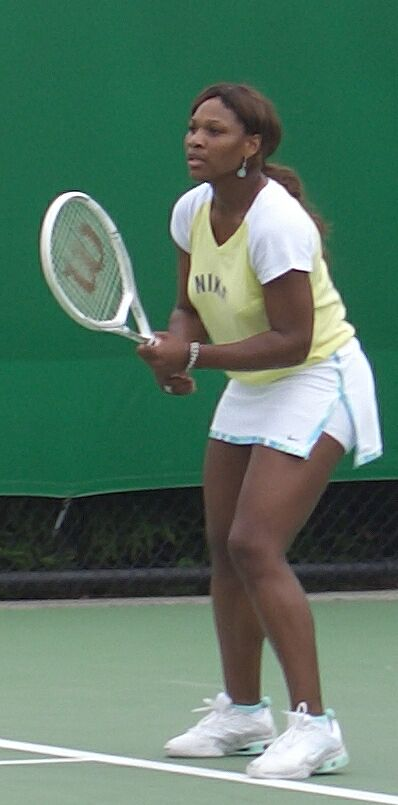
Serena Williams, winnares bij de dames.

### Mannen
Titelverdediger in het herenenkelspel was de Serviër Novak Đoković. De als eerste geplaatste Spanjaard Rafael Nadal won het toernooi voor de eerste keer door in de finale met 7–5, 3–6, 7–6, 3–6, 6–2 van de als tweede geplaatste Zwitser Roger Federer te winnen.

### Vrouwen
Maria Sjarapova was niet in staat haar titel te verdedigen vanwege een blessure. De als tweede geplaatste Amerikaanse Serena Williams won het toernooi voor de vierde keer door in de finale met 6–0 en 6–3 te winnen van de als derde geplaatste Russin Dinara Safina.

## Rolstoeltennis
Rolstoelmannenenkelspel

Finale: Shingo Kunieda (Japan) won van Stéphane Houdet (Frankrijk) met 6-2, 6-4
Rolstoelvrouwenenkelspel

Finale: Esther Vergeer (Nederland) won van Korie Homan (Nederland) met 6-4, 6-2
Quad-enkelspel

Finale: Peter Norfolk (VK) won van David Wagner (Verenigde Staten) met 7-6, 6-1
Rolstoelmannendubbelspel

Finale: Robin Ammerlaan (Nederland) en Shingo Kunieda (Japan) wonnen van Stefan Olsson (Zweden) en Maikel Scheffers (Nederland) met 7-5, 6-1
Rolstoelvrouwendubbelspel

Finale: Korie Homan (Nederland) en Esther Vergeer (Nederland) wonnen van Agnieszka Bartczak (Polen) en Katharina Krüger (Duitsland) met 6-1, 6-0
Quad-dubbelspel

Finale: Nick Taylor (VS) en David Wagner (VS) wonnen van Johan Andersson (Zweden) en Peter Norfolk (VK) met 6-2, 6-3

## Junioren
Meisjes enkelspel

Finale: Ksenija Pervak (Rusland) won van Laura Robson (VK) met 6-3, 6-1
Meisjes dubbelspel

Finale: Christina McHale (VS) en Ajla Tomljanović (Kroatië) wonnen van Aleksandra Krunić (Servië) en Sandra Zaniewska (Polen) met 6-1, 2-6, [10-4]
Jongens enkelspel

Finale: Yuki Bhambri (India) won van Alexandros-Ferdinandos Georgoudas (Griekenland) met 6-3, 6-1
Jongens dubbelspel

Finale: Francis Casey Alcantara (Filipijnen) en Hsieh Cheng-peng (Taiwan) wonnen van Michail Birjoekov (Rusland) en Yasutaka Uchiyama (Japan) met 6-4, 6-2

## Belgische deelnemers

### Enkelspel

#### Mannen
Steve Darcis, Christophe Rochus en Kristof Vliegen waren direct geplaatst voor het hoofdtoernooi. Xavier Malisse bereikte het hoofdtoernooi via het kwalificatietoernooi en wist de tweede ronde te behalen. Steve Darcis, Christophe Rochus en Kristof Vliegen kwamen niet verder dan de eerste ronde.
- Steve Darcis
  - 1e ronde: verslagen door Sébastien de Chaunac (Frankrijk) met 6-2, 3-6, 6-0, 2-6, 2-6
- Xavier Malisse
  - 1e ronde: versloeg Michaël Llodra (Frankrijk) met 7-6, 6-1, 6-1
  - 2e ronde: verslagen door Andy Roddick (Verenigde Staten) (nr. 7) 6-4, 2-6, 6-7, 2-6
- Christophe Rochus
  - 1e ronde: verslagen door Rafael Nadal (Spanje) (nr. 1) met 0-6, 2-6, 2-6
- Kristof Vliegen
  - 1e ronde: verslagen door Simone Bolelli (Italië) met 6-7, 6-7, 5-7

#### Vrouwen
Kirsten Flipkens en Yanina Wickmayer waren direct geplaatst voor het hoofdtoernooi. Kirsten Flipkens wist de tweede ronde te halen, Yanina Wickmayer strandde in de eerste ronde.
- Kirsten Flipkens
  - 1e ronde: versloeg Rossana de los Ríos (Paraguay) met 6-3, 6-2
  - 2e ronde: verslagen door Jelena Janković (Servië) (nr. 1) 4-6, 5-7
- Yanina Wickmayer
  - 1e ronde: verslagen door Alberta Brianti (Italië) met 4-6, 2-6

### Dubbelspel
In het dubbelspel deden Steve Darcis, Christophe Rochus, Kristof Vliegen bij het mannendubbel en Yanina Wickmayer bij het vrouwendubbel mee. Alle genoemde deelnemers verloren hunnen partij in de eerste ronde.

#### Mannendubbel
- Steve Darcis en Christophe Rochus
  - 1e ronde: verslagen door Fabio Fognini (Italië) en Ivan Ljubičić (Kroatië) met 4-6, 3-6

- Kristof Vliegen en zijn Duitse partner Michael Kohlmann
  - 1e ronde: verslagen door Simone Bolelli (Italië) en Andreas Seppi (Italië) met 6-7, 5-7

#### Vrouwendubbel
- Yanina Wickmayer en haar Poolse partner Marta Domachowska
  - 1e ronde: verslagen door Tatjana Poetsjek (Wit-Rusland) en Anastasia Rodionova (Rusland) met 1-6, 1-6

## Nederlandse deelnemers

### Enkelspel
Er waren geen Nederlandse deelnemers geplaatst voor het hoofdtoernooi. Via het kwalificatietoernooi probeerden Jesse Huta Galung, Michel Koning, Matwé Middelkoop en Arantxa Rus zich voor het hoofdtoernooi te kwalificeren; geen van hen slaagde daarin.

## Kwalificatietoernooi (enkelspel)
Algemene regels – Aan het hoofdtoernooi (enkelspel) doen bij de mannen en vrouwen elk 128 tennissers mee. De 104 beste mannen en de 108 beste vrouwen van de wereldranglijst die zich inschrijven zijn automatisch geplaatst. Acht mannen en acht vrouwen krijgen van de organisatie een wildcard. Voor de overige tennissers resteren dan nog 16 respectievelijk 12 plaatsen in het hoofdtoernooi en deze plaatsen worden via het kwalificatietoernooi ingevuld. Aan dit kwalificatietoernooi doen nog eens 128 mannen en 96 vrouwen mee.
Via het kwalificatietoernooi probeerden de volgende Belgen en Nederlanders kwalificatie voor het hoofdtoernooi af te dwingen:

### Belgen op het kwalificatietoernooi
Bij de mannen deden drie Belgen mee. Xavier Malisse bereikte het hoofdtoernooi na drie maal winst.
- Ruben Bemelmans
  - 1e ronde: verslagen door Pavel Snobel (Tsjechië) met 2-6, 6-7
- Niels Desein
  - 1e ronde: versloeg Dušan Vemić (Servië) met 6-1, 7-6
  - 2e ronde: verslagen door Marc López (Spanje) met 3-6, 2-6
- Xavier Malisse
  - 1e ronde: versloeg Rajeev Ram (Verenigde Staten) met 7-6, 7-6
  - 2e ronde: versloeg Michael Lammer (Zwitserland) met 6-2, 6-2
  - 3e ronde: versloeg Frank Dancevic (Canada) (nr. 14) met 3-6, 7-5, 6-1

Bij de dames deden geen Belgen mee.

### Nederlanders op het kwalificatietoernooi
Drie Nederlandse heren deden mee aan het kwalificatietoernooi. Alleen Matwé Middelkoop haalde de tweede ronde waarin hij werd uitgeschakeld.
- Jesse Huta Galung
  - 1e ronde: verslagen door Santiago Ventura (Spanje) (nr. 9) met 5-7, 3-6
- Michel Koning
  - 1e ronde: verslagen door Frank Dancevic (Canada) (nr. 14) met 3-6, 3-6
- Matwé Middelkoop
  - 1e ronde: versloeg Paul Capdeville (Chili) (nr. 1) met 6-3, 2-6, 6-4
  - 2e ronde: verslagen door Aleksandr Koedrjavtsev (Rusland) met 3-6, 6-2, 2-6

Bij de dames deed alleen Arantxa Rus mee. Ze werd in de tweede ronde uitgeschakeld.
- Arantxa Rus
  - 1e ronde: versloeg Shannon Golds (Australië) met 6-3, 6-1
  - 2e ronde: verslagen door Julia Schruff (Rusland) met 0-6, 3-6

## Uitzendrechten
De Australian Open was in Nederland en België te zien op Eurosport. Eurosport zond de Australian Open uit via de lineaire sportkanalen Eurosport 1 en Eurosport 2 en via de online streamingdienst, de Eurosport Player.
1905 · 1906 · 1907 · 1908 · 1909 · 1910 · 1911 · 1912 · 1913 · 1914 · 1915 · 1916–1918 · 1919 · 1920 · 1921 · 1922 · 1923 · 1924 · 1925 · 1926 · 1927 · 1928 · 1929 · 1930 · 1931 · 1932 · 1933 · 1934 · 1935 · 1936 · 1937 · 1938 · 1939 · 1940 · 1941–1945 · 1946 · 1947 · 1948 · 1949 · 1950 · 1951 · 1952 · 1953 · 1954 · 1955 · 1956 · 1957 · 1958 · 1959 · 1960 · 1961 · 1962 · 1963 · 1964 · 1965 · 1966 · 1967 · 1968
↓ open tijdperk ↓
1969 (m-v-md-vd-gd) · 1970 (m-v-md-vd) · 1971 (m-v-md-vd) · 1972 (m-v-md-vd) · 1973 (m-v-md-vd) · 1974 (m-v-md-vd) · 1975 (m-v-md-vd) · 1976 (m-v-md-vd) · jan 1977 (m-v-md-vd) · dec 1977 (m-v-md-vd) · 1978 (m-v-md-vd) · 1979 (m-v-md-vd) · 1980 (m-v-md-vd) · 1981 (m-v-md-vd) · 1982 (m-v-md-vd) · 1983 (m-v-md-vd) · 1984 (m-v-md-vd) · 1985 (m-v-md-vd) · 1986 · 1987 (m-v-md-vd-gd) · 1988 (m-v-md-vd-gd) · 1989 (m-v-md-vd-gd) · 1990 (m-v-md-vd-gd) · 1991 (m-v-md-vd-gd) · 1992 (m-v-md-vd-gd) · 1993 (m-v-md-vd-gd) · 1994 (m-v-md-vd-gd) · 1995 (m-v-md-vd-gd) · 1996 (m-v-md-vd-gd) · 1997 (m-v-md-vd-gd) · 1998 (m-v-md-vd-gd) · 1999 (m-v-md-vd-gd) · 2000 (m-v-md-vd-gd) · 2001 (m-v-md-vd-gd) · 2002 (m-v-md-vd-gd) · 2003 (m-v-md-vd-gd) · 2004 (m-v-md-vd-gd) · 2005 (m-v-md-vd-gd) · 2006 (m-v-md-vd-gd) · 2007 (m-v-md-vd-gd) · 2008 (m-v-md-vd-gd) · 2009 (m-v-md-vd-gd) · 2010 (m-v-md-vd-gd) · 2011 (m-v-md-vd-gd) · 2012 (m-v-md-vd-gd) · 2013 (m-v-md-vd-gd) · 2014 (m-v-md-vd-gd) · 2015 (m-v-md-vd-gd) · 2016 (m-v-md-vd-gd) · 2017 (m-v-md-vd-gd) · 2018 (m-v-md-vd-gd) · 2019 (m-v-md-vd-gd)  · 2020 (m-v-md-vd-gd) · 2021 (m-v-md-vd-gd) · 2022 (m-v-md-vd-gd) · 2023 (m-v-md-vd-gd) · 2024 (m-v-md-vd-gd) · 2025 (m-v-md-vd-gd)
Lijst van Australian Openwinnaars